# Khrain Kaik Pitakataik

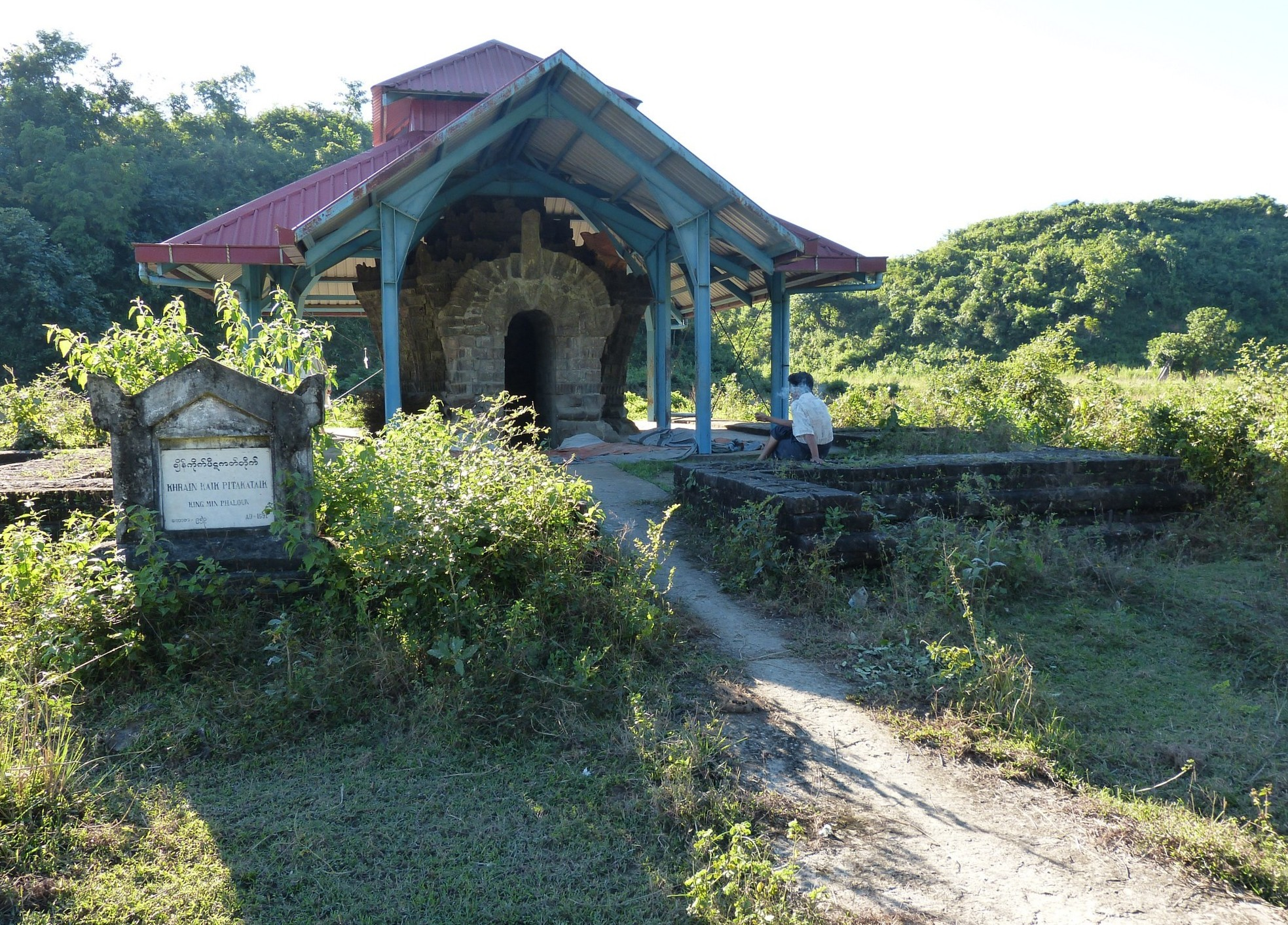
Khrain Kaik Pitakataik

Khrain Kaik Pitakataik ist eine buddhistische Bibliothek in Mrauk U, Myanmar. Sie wurde 1591 von König Min Phalaung zur Aufbewahrung von Schriften, die er aus Sri Lanka bekommen hatte, erbaut.

## Beschreibung
Der Grundriss der Bibliothek ist ein Quadrat von etwa drei Metern Seitenlänge, im Osten ist eine kleine Eingangshalle angebaut. Das Gebäude weitet sich bogenförmig nach oben und ist mit gut erhaltenen filigranen Steinmetzarbeiten verziert.

## Galerie

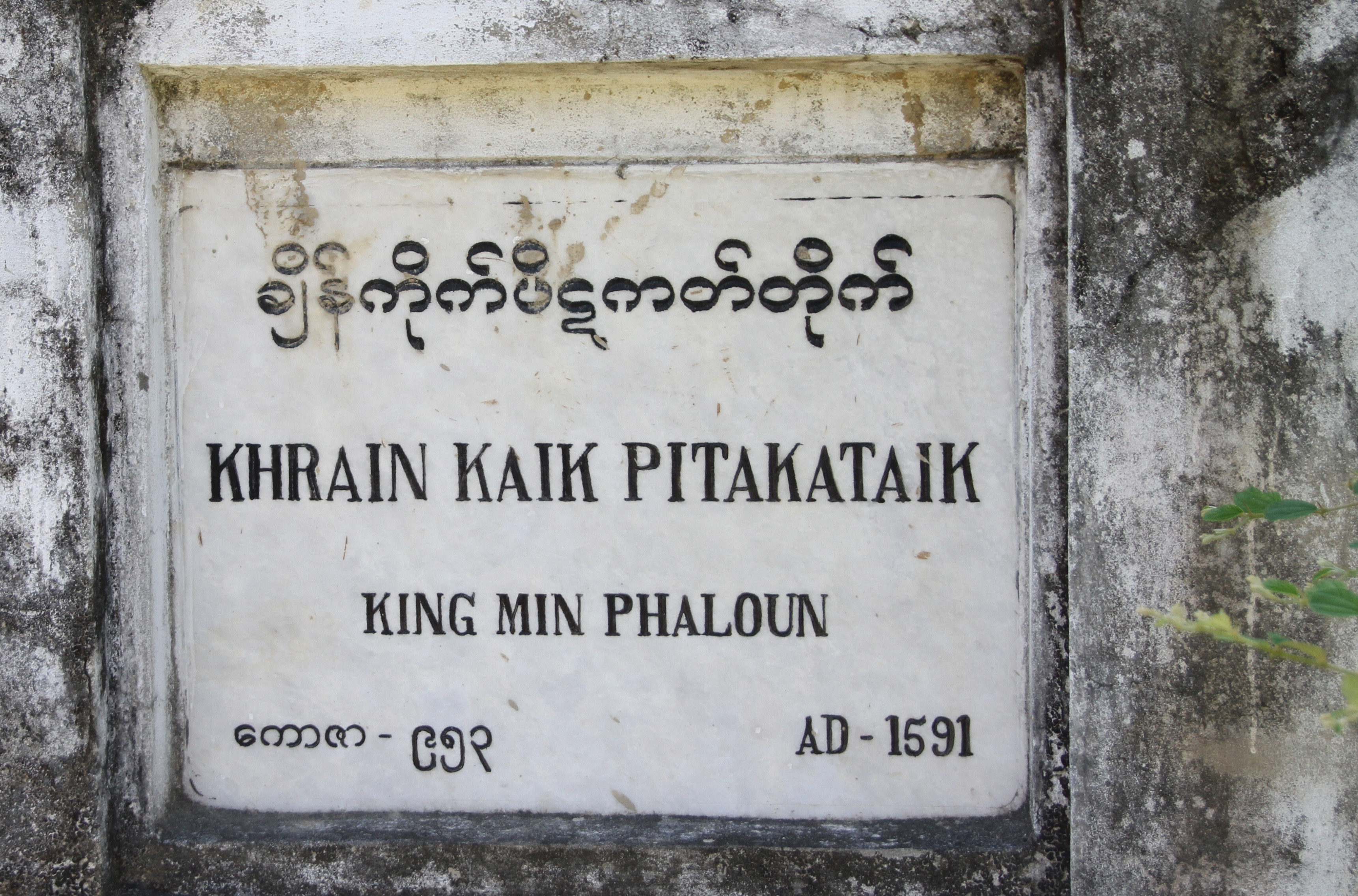
Dokumentation
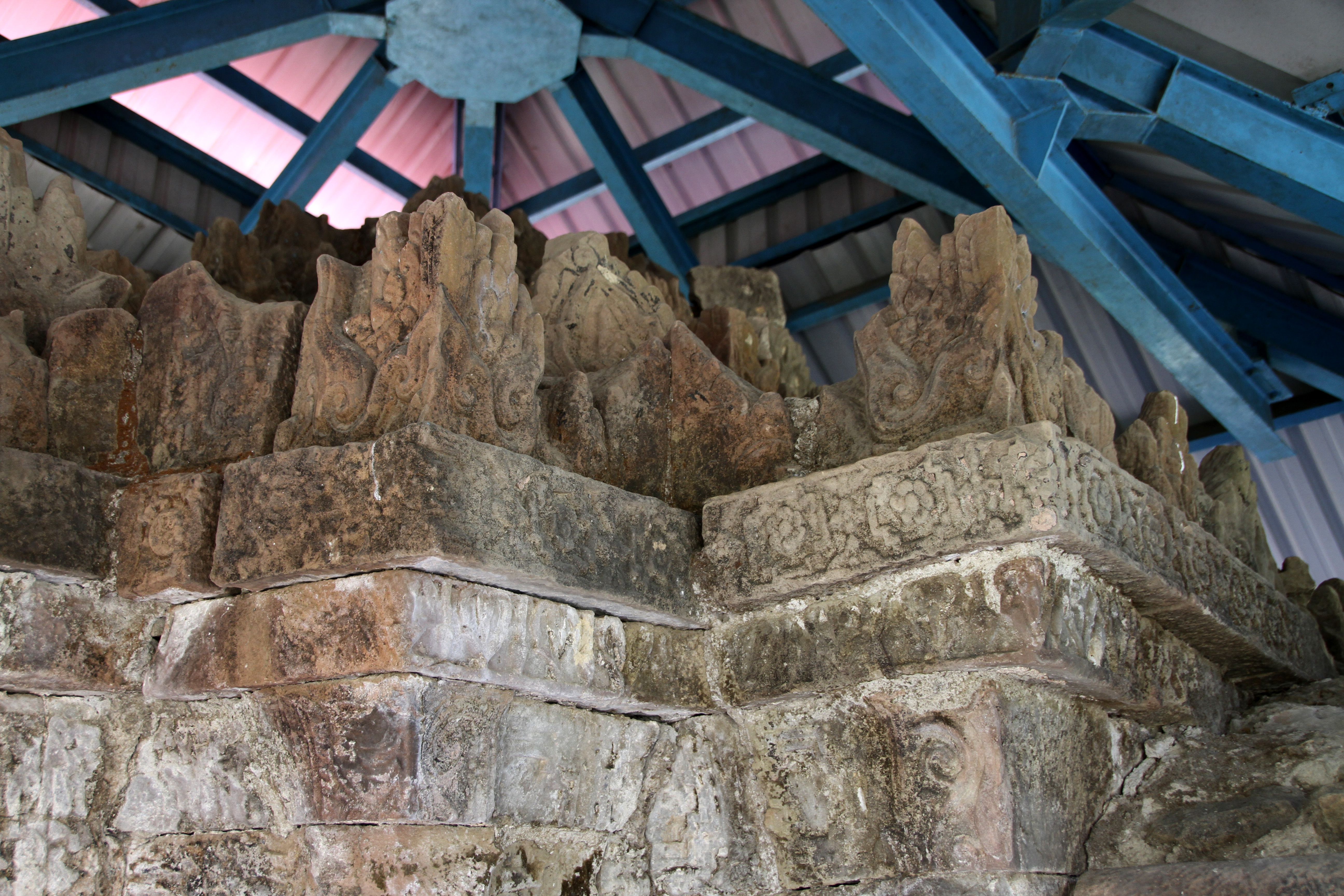
Steinmetzarbeiten